# Horst Jüssen
Horst Jüssen (Recklinghausen, 10 januari 1941 – München, 10 november 2008) was een Duitse acteur, regisseur, cabaretier en auteur.

## Biografie
Jüssen groeide op in Husum. Na zijn afstuderen aan een bedrijfsschool volgde hij een opleiding tot bankier. Daarna ging hij naar een toneelschool. Vanaf 1963 had hij engagementen op theaterpodia in Berlijn, Hamburg, München, Keulen en Düsseldorf en maakte hij 24 theatertournees. Hij speelde in zowel tabloid- als serieuze toneelstukken, onder meer van William Shakespeare, Tom Topor, Friedrich Schiller, Wolfgang Borchert en Molière. Van 1969 tot de ontbinding in 1972 was hij lid van de Münchner Lach- und Schießgesellschaft, samen met Dieter Hildebrandt, Klaus Havenstein, Jürgen Scheller en Ursula Noack.
Van 1976 tot 1977 speelde hij de werkschuwe minnaar Adolar von Scheußlich in de ARD slapstickserie Klimbim. In 1990 speelde hij een hoofdrol in de komedieserie Die lieben Verwandten. Vanaf mei 2004 ging hij op tournee met het oude Klimbim Ensemble met het door hem geschreven stuk The Klimbim Family Lives, waar 320 uitvoeringen werden gegeven. Jüssen had gastoptredens in veel televisieseries, waaronder Derrick, Mordkommission en Florida Lady.
Vanaf 2001 verscheen Jüssen twee keer per jaar als "Preuße vom Dienst" bij het Chiemgauer Volkstheater in tv-opnamen op de Beierse radio. Jüssen ontving de Adolf Grimme-prijs en verscheen ook als boekauteur. Zijn derde roman Joseph Satan werd in februari 2007 gepubliceerd. Voor zijn kinderspel Kaspar und der Löwe Poldi ontving hij de Brüder-Grimm-prijs van de deelstaat Berlijn. Hij maakte een toneelversie van Gerhart Hauptmanns novelle Wanda en arrangeerde toneelstukken van Shakespeare, Molière en Ben Jonson.
In 1984 bracht Horst Jüssen onder de naam Kruzcinsky de single Das war's uit.

## Privéleven en overlijden
Jüssen was vanaf 1979 getrouwd met popzangeres Lena Valaitis en kreeg een zoon bij haar. Hij woonde voor het laatst in München. Sinds eind 2007 leed Jüssen, die 45 jaar lang een zware roker was, aan longkanker, waaraan hij op 10 november 2008 op 67-jarige leeftijd bezweek.
Zijn graf bevindt zich op de bosbegraafplaats van Grünwald bij München.